# Лохия, Рамманохар
Рамманохар Лохия (хинди राममनोहर लोहिया; 23 марта 1910, Акбарпур — 12 октября 1967, Нью-Дели) — индийский социалистический политик, активист движения за независимость, левый националист. Соратник Махатмы Ганди и Джавахарлала Неру. В независимой Индии находился в оппозиции партии ИНК и правительству Неру. Видный национально-революционный мыслитель.

## Гандистское начало
Родился в семье учителя. С детства примкнул к движения за независимость, активистом которого являлся его отец. Десятилетним мальчиком Рамманохар участвовал в манифестации в связи с кончиной Тилака. Отец Лохия был последователем Махатмы Ганди и лично встречался с ним. На встрече подростком присутствовал и Рамманохар. Общение с Махатмой глубоко повлияло на Лохия.
С детства Рамманохар Лохия был знаком также с Джавахарлалом Неру. На протяжении многих лет они были друзьями и политическими союзниками. Однако между ними возникали и серьёзные разногласия, которые Лохия выражал публично. Разошлись их пути — до жёсткого конфликта — уже в независимой Индии, особенно в 1960-х годах.
Лохия учился в Бенаресском индуистском университете, затем в Университете Калькутты. Завершил философское образование в Берлинском университете.
В 1928 году Лохия организовал студенческие протесты против колониальных властей. Он участвовал в выступлениях против пробританской позиции индийской делегации на конференции Лиги Наций в Женеве. Стал одним из учредителей Ассоциации индийцев Европы.

## В антиколониальном движении

### Борьба против британской администрации
Вернувшись в Индию, Лохия присоединился к ИНК. Принадлежал к левому, социалистическому крылу Конгресса. Курировал международные направления ИНК, разрабатывал основы будущей внешней политики независимой Индии.
В преддверии Второй мировой войны Лохия выступал с призывами усилить борьбу за независимость, бойкотировать колониальные власти. 24 мая 1939 года был арестован, но на следующий день освобождён под угрозой молодёжного восстания.
1 июня 1940 года Лохия опубликовал в газете Ганди Harijan статью «Сатьяграха сейчас». Такая позиция, характерная также для Неру и Ганди, объективно способствовала экспансии государств гитлеровской «Оси», особенно Японии. Через несколько дней Лохия был арестован и приговорён к двум годам заключения. При этом судья охарактеризовал обвиняемого как серьёзного учёного и либерального джентльмена.

Я не могу быть спокоен, пока доктор Рамманохар Лохия находится в тюрьме. Я не знаю человека храбрее, чем он. Он никогда не применял насилие. Что бы он ни делал, это всегда было проникнуто достоинством и честью.

Махатма Ганди

В декабре 1941 года, после начала войны на Тихом океане, все арестованные лидеры ИНК, в том числе Лохия, были освобождены. Этот являлось жестом британской администрации, рассчитывавшей консолидировать общество против японской угрозы. Однако Лохия продолжал публично выступать с требованием ухода англичан из Индии, а также из других афро-азиатских колоний. В 1942 году Лохия был активным участником массовой антибританской кампании ИНК и снова оказался в тюрьме. После освобождения организовывал подпольную листовочную и радиопропаганду.

### Деятельность в Гоа и Непале. Противник разделения
Лохия продолжительное время жил под чужим именем, скрывался от колониальных властей. Установил контакт с непальским антибританским движением. В мае 1944 года был снова вновь арестован в Бомбее. Находился в лахорской тюрьме, подвергался жёсткому обращению. Вышел на свободы под давлением Ганди.
В середине 1940-х Лохия примкнул к антиколониальном движению также в Португальской Индии. Добивался деколонизации Гоа. Он установил контакт с небольшой гоанской коммунистической организацией — наиболее радикальной антиколониальной структурой. Публичную агитацию в Гоа Лохия начал 18 июня 1946 года, призвав к Дню прямого действия. Был арестован португальскими властями и выслан в Британскую Индию.
Лохия выступал категорически против раздела страны на Индию и Пакистан. Он полностью разделял позицию Ганди: призывал индусские и мусульманские общины к миру и дружбе, всячески предостерегал от насилия. Свершившееся разделение явилось большим ударом по идеалам Лохия.
Через свои связи в непальских социалистических и коммунистических кругах Лохия добивался включения Непала в Индийский Союз на правах штата. Однако эти попытки не имели успеха.

## Индийский народник

### Против элит и каст
В независимой Индии Лохия выступал с позиций народнического социализма и левого национал-популизма. Он настаивал на утверждении хинди в качестве государственного языка, призывал отказаться от использования английского. Лохия был непримирим к британскому наследию, считая всё английское достоянием антинародной элиты:

Высокая каста, богатство и знание английского языка являются тремя реквизитами принадлежности к правящему классу.

Лохия добился резервирования в парламенте квот для женщин, национальных и религиозных меньшинств, представителей малоимущих слоёв. По инициативе Лохия в парламенте были учреждены своего рода «дни открытых дверей», когда любой избиратель вправе предъявить претензии любому депутату.
Особенно упорно Лохия боролся против кастовой системы. Лохия считал касты — варны — главным тормозом развития Индии, поскольку эта система «сужает общественную мысль» и монополизирует власть в руках брахманов. Он выступал за преобразование застойного кастового общества в динамичное классовое. В социалистической партии, лидером которой являлся Раммонахар Лохия, выходцы из низших каст имели преимущественные права при занятии партийных должностей и выдвижении на выборные посты.
Раммонахар Лохия выступал за создание и модернизацию национальной хозяйственной инфраструктуры. Он лично участвовал в строительных работах на плотине:

Сатьяграха без конструктивной работы — сентенция без глагола.

### Критик правительства Неру
Несмотря на давнюю дружбу с Неру, в 1963 году Лохия опубликовал брошюру «25 тысяч рупий в день» — сумма содержания премьер-министра в стране, где подавляющее большинство населения жило в то время на четверть рупии. Возражения Неру сводились к тому, что правительственная статистическая комиссия называла сумму ежедневного среднего дохода в стране в 2 рупии. Завязалась дискуссия, подтвердившая впоследствии правоту Лохия.
Лохия остро критиковал и внешнюю политику Неру, обвиняя правительство в неспособности обеспечить безопасность Индии перед китайской опасностью.

## «Третий путь» по-индийски
Социализм Лохиа имел немарксистский характер. Марксизм и капитализм Лохия рассматривал как две стороны единой системы индустриализма («Большой машины»). Он выступал против заимствования Индией — и другими развивающимися странами — западной промышленной системы. Либерализм и марксизм Лохия считал «идеологиями на 40 градусов к северу от экватора», разрушающими азиатскую духовность.

Марксизм — последнее оружие Европы против Азии.

Рамманохар Лохия

В социально-экономической сфере Лохия был сторонником соединения труда и собственности в малых производствах при рассредоточенных технологиях. По его мнению, лишь такая система избавляет трудящегося от контроля и управления со стороны враждебных внешних сил. При этом Лохия не разделял увлечений коммунизмом, характерных для первого поколения политической элиты Третьего мира. Он считал, что в коммунистической системе централизованный партийно-государственный аппарат является той же силой бездуховного угнетения, что капиталистические банки и корпорации. Производственные отношения в «соцлагере» Лохия считал столь же идентичными капитализму, что используемые технологии.
Негативное отношение к коммунизму возникало у Лохия и по конкретной внешнеполитической причине — враждебности к Индии со стороны маоистской КНР. После вооружённого конфликта 1962 года Лохия выступил за ядерное вооружение Индии.
Взгляды Раммонахара Лохия могут быть охарактеризованы как разновидность концепции «Третьего пути», но в национально окрашенном и демократическом прочтении.

## Стратег единства оппозиции
В 1952 году Рамманохар Лохия с давним соратником Джаяпракашем Нараяном (лидер антиконгрессистской оппозиции в 1970-х годах) учредили Народно-социалистическую партию. Три года спустя Лохия создал самостоятельную соцпартию. Он быстро перешёл в оппозицию правящему ИНК, возмущался бюрократизмом и коррупцией партийного и государственного аппарата.
В 1963 году Лохия попытался инициировать вотум недоверия Неру. Он выступал за максимальное развитие общинного самоуправления в противовес этатизму ИНК. Соцпартия Лохия выдвинула проект максимальной децентрализации управления, усиления общественного участия во власти и низового контроля над ней.
В том же году Лохия огласил стратегию антиконгрессистской борьбы. Главной проблемой оппозиции он называл её разобщённость, гарантирующую монолиту ИНК успех на выборах. Лохия выступил за выдвижение единых кандидатов от всех оппозиционных сил, даже противоположных по идеологии. Выборы 1967 года подтвердили эффективность этой стратегии: правительства ИНК пали в девяти штатах. Впоследствии объединительная концепция Лохия оформилась в коалиционное формирование Бхаратия джаната парти, которая отстранила ИНК от власти на выборах 1977 года. Интересно, что именно после этого события в Индии была издана почтовая марка с портретом Раммонахара Лохия.

## Продолжение и переосмысление
Политическим наследником Раммонахара Лохия в следующем поколении стал Джордж Фернандес. Лохия тесно сотрудничал с молодым социалистом Фернандесом ещё в начале 1950-х годов.
В 1960—1970-х Фернандес возглавлял ряд профсоюзов и Объединённую социалистическую партию. Он играл видную роль в массовом протестном движении против правительства Индиры Ганди. Впоследствии Фернандес занимал ряд важных министерских постов в правительствах Морарджи Десаи, Вишваната Пратапа Сингха и Атала Бихари Ваджпаи.
Фернандес в значительной степени переосмыслил идейное наследие Лохия. Разделяя демократические социалистические взгляды, он, в частности, далеко отошёл от принципа ненасилия.

## Идейное наследие и память
Раммонахар Лохия — автор многочисленных работ философской, социокультурной, социальной экономической и политико-правовой тематики. Он мечтал о создании всемирного социалистического движения и был сторонником концепции «мирового правительства», обеспечивающего международный мир, демократию и социальную справедливость. Последнее перекликается с идеями советского диссидента Андрея Сахарова.
Он регулярно проводил встречи с молодёжью, разговаривая не только о политике, но об индийской философии, литературе и искусстве.
Рамманохар Лохия никогда не был женат и не имел семьи. После его кончины не осталась сколько-нибудь крупного имущества.
Именем доктора Лохиа названы университеты в Файзабаде и Лакхнау, а также больница, в которой он скончался в Нью-Дели. Дорога в Панаджи, где Раммонахар Лохия начал свою гоанскую агитацию, названа в честь этого события «Дорога 18 июня».